# Acalolepta hebridarum
Acalolepta hebridarum là một loài bọ cánh cứng trong họ Cerambycidae.